# Nova Express

Logo du label Nova Express

Nova Express est un label discographique indépendant français basé à Chagny, en Saône-et-Loire.
La structure offre des possibilités d'enregistrement et de postproduction ainsi que de graphisme pour l'élaboration des pochettes des albums.
Le catalogue du label compte un peu plus de 200 groupes et artistes issus de toute la France, dans des styles tous liés au rock tels que garage, surf music, rockabilly, psychobilly etc.
Le studio a la particularité d'être entièrement équipé de matériel analogique.
Nova Express cesse ses activités en 2016 à la suite de la mort de son fondateur, gérant, ingénieur du son et producteur, Lucas Trouble dit « Le Kaiser ».